# George Horsfield
George Horsfield (* 19. April 1882 in Leeds; † 1956 in Kyrenia) war ein britischer Archäologe. Bekannt wurde er vor allem durch seine Grabungsarbeiten in Gerasa und Petra.

## Leben
Horsfield wurde 1882 als Sohn des Lederwarenherstellers Richard Horsfield und dessen Ehefrau Sarah geboren. Er besuchte ab 1895 die Leeds Grammar School und machte dann ab 1901 bei George Frederick Bodley eine Ausbildung zum Architekten. Anschließend ging er in die Vereinigten Staaten und arbeitete bei dem Architektenbüro Cram, Goodhue & Ferguson. 1912 gründete Horsfield mit einem Freund zusammen ein eigenes Architekturbüro, das die beiden bis 1914 betrieben. Mit dem Ausbruch des Ersten Weltkrieges kehrte Horsfield nach Großbritannien zurück und diente in der Royal Naval Brigade. Er nahm an der Schlacht von Gallipoli teil und kämpfte im Jahr 1916 in der Schlacht an der Somme. Nach der Genesung von einer Schützengrabenfieber-Erkrankung schickte man ihn 1918 nach Indien, wo er als leitender Architekt für Militärbauten der Royal Engineers arbeitete.
1923 wurde Horsfield Student an der British School of Archaeology in Jerusalem. Ab 1925 leitete Horsfield gemeinsam mit John Garstang die Ausgrabungen sowie die Konservierungs- und Restaurierungsarbeiten in Gerasa. Seine architektonischen Kenntnisse und sein Zeichentalent erwiesen sich dabei als unschätzbarer Vorteil. Besondere Beachtung wurde ihm mit der Entdeckung des südlichen Theaters zuteil. Die Illustrated London News ernannte ihn in ihrer Ausgabe vom 1. August 1925 zur „Persönlichkeit der Woche“. Während seiner Jahre in Transjordanien lebte Horsfield im „Antiquity House“ in Gerasa.
1928 wurde Horsfield zum „Chief Inspector of Antiquities“ in Transjordanien. Ab 1929 war Horsfield maßgeblich an den Grabungsarbeiten in der nabatäischen Felsenstadt Petra beteiligt. Dort lernte er die Archäologin Agnes Conway kennen, die sich für die Ausgrabungen interessierte. Conway wurde Mitglied des Teams um Horsfield. Sie freundeten sich an und blieben in Verbindung, bis sie zu einem Paar wurden. Conway und Horsfield heirateten im Januar 1932 in Jerusalem. Nach der Pensionierung von Horsfield im Jahr 1936 reisten die Horsfields durch die Mittelmeerregion und ließen sich schließlich während des Zweiten Weltkriegs in London nieder. Nach dem Tod von Agnes Conway im Jahr 1950 siedelte Horsfield nach Zypern über, wo er 1956 starb.

## Schriften
- The Cathedral Church of Liverpool. In: Architectural Record. Band 31, Nummer 1, 1912, S. 27–43.
- Jerash: Annual Report on Works of Conservation, 1925–26. In: Government of Transjordan Antiquities Bulletin. Nummer 1, S. 1–3.
- mit Agnes Conway: Readers Letters: Archaeology in Transjordan. In: Palestine Post vom 27. Dezember 1934, S. 4.
- mit Agnes Conway: Sela-Petra, The Rock of Edom and Nabatene I. The Topography of Petra. II. Houses. In: Quarterly of the Department of Antiquities of Palestine. Nummer 7, 1938, S. 1–42.
- mit Agnes Conway: Sela-Petra, the Rock, of Edom and Nabatene. III. Excavations. In: Quarterly of the Department of Antiquities of Palestine. Nummer 8, 1938, S. 87–115.
- mit Agnes Conway: Sela-Petra, the Rock, of Edom and Nabatene. IV. The Finds. In: Quarterly of the Department of Antiquities of Palestine. Nummer 9, 1942, S. 105–204.